# Void Engine
Le Void Engine est le moteur de jeu utilisé dans les jeux Dishonored 2, le standalone Dishonored : La Mort de l'Outsider et Deathloop. Il est basé sur l'id Tech 6 du studio id Software ; 30% du code source du moteur d'origine a été gardé et le reste a été réécrit.